# Nowe Potulice
Nowe Potulice (prononciation : [ˈnɔvɛ pɔtuˈlit͡sɛ]) est un  village polonais de la gmina de Lipka dans le powiat de Złotów de la voïvodie de Grande-Pologne dans le centre-ouest de la Pologne.
Il se situe à environ 4 kilomètres au sud-ouest de Lipka (siège de la gmina), 17 kilomètres au nord-est de Złotów (siège du powiat), et à 121 kilomètres au nord de Poznań (capitale de la Grande-Pologne).

## Histoire
De 1975 à 1998, le village faisait partie du territoire de la voïvodie de Piła.

Depuis 1999, Nowe Potulice est situé dans la voïvodie de Grande-Pologne.
Le village possède une population de 140 habitants en 2006.